# ペレヤスラヴァ・ダニーロヴナ
ペレヤスラヴァ・ダニーロヴナ（ロシア語: Переяслава Даниловна、? - 1283年4月12日）はガーリチ公ダニールの娘である。マゾフシェ公シェモヴィト1世の妻。

## 生涯
ペレヤスラヴァは1248年にシェモヴィトと結婚した。それはヤトヴャグ族の襲撃に連携して対抗するための、父ダニールとシェモヴィトとの同盟の証として結ばれた婚姻だった。
1254年12月シェモヴィトの兄弟のクヤヴィ公カジミェシュ1世はシェモヴィトがドイツ騎士団と同盟を結んだことを憂い、彼の領地に兵を進めてシュチェパヌフの聖スタニスラウスの祝日を祝いクラクフから帰ってきたシェモヴィトとペレヤスラヴァを捕らえた。彼らはシェラツの城に幽閉された。翌年にボレスワフ5世純潔公や他の諸侯が調停を行った後、グダニスク公シフィエントペウク2世に対する戦乱の際にカジミェシュ1世を支援する事を条件に、彼らは解放された。
1262年6月、リトアニア大公ミンダウガスの軍が、ペレヤスラヴァの夫シェモヴィトと子コンラト(ru)の滞在中のウヤスドゥフ城(ru)を攻略した。シェモヴィトは内通者の引き起こした混乱の渦中において殺害された。一説によれば、この内通はペレヤスラヴァの兄弟であるシュヴァルンが関与したとされている。コンラとは捕虜としてリトアニア大公国へ護送されたため（1264年に解放）、マゾフシェ公はペレヤスラヴァの別の子である、まだ若年のボレスラフ(ru)が継ぎ、ペレヤスラヴァは夫の同盟者であったヴィエルコポルスカ公ボレスワフと共に摂政を務めた。

## 子女
- コンラト2世(ru)（1250年頃 - 1294年6月23日/10月21日） - マゾフシェ公
- ボレスワフ2世(ru)（1251年以降 - 1313年4月20日） - マゾフシェ公
- サロメア - 修道女